# シイノトモシビタケ
シイノトモシビタケ（椎の灯火茸、学名:Mycena lux-coeli）は、ハラタケ目クヌギタケ科クヌギタケ属に属するキノコの一種である。
同属のヤコウタケ同様に発光性を有し、ひだと柄が暗所で強く光る。

## 形態
かさは釣鐘形ないし円錐形で平らに開くことはむしろ少なく、径15-25ミリメートル程度、紫褐色で粘性を欠き、粉状を呈する。ひだは柄に直生し、やや疎で白色を呈し、紫褐色に縁どられる。柄は細長く、表面はかさとほぼ同色でやや粉状をなし、基部は吸盤状をなすことなくしばしば白色の粗毛を有し、内部は中空、軟骨質である。
胞子は広楕円形で平滑、ヨード液でほとんど染まらず、大きさ 8.5-12×6.5-9 μmである。担子柄は四個の胞子を着け、大きさ 30-40×9.5-12 μm程度、側シスチジアはなく、縁シスチジアは密生してひだの縁に不実帯（不稔部）を形成し、大きさ 40-100×7-32 μm程度で薄壁、紫褐色の内容物を含むとともにこん棒状ないし便腹状をなし、先端部にはしばしば指状の突起（長さ 25 μmまで、もっとも太い部分の径 2-6 μm)を有することがある。
かさや柄の表面にも、紫褐色の内容物を含んだシスチジアを備えている。子実体を構成する菌糸はクランプを有し、しばしば隔壁部でくびれ、薄壁である。

## 生態
スダジイの朽ちた幹に発生することが多いが、奄美大島から移植されたシマサルスベリの幹に発生した例もある。また、大分県ではサルスベリの倒木上に見出されているが、その標本資料は、かさや柄の色調およびシスチジアの形態などにおいて、原記載との間に若干の差異があるという。

## 分布
1950年に伊豆諸島の八丈島で羽根田弥太により発見され、E・J・H・コーナーにより新種記載された。ながらく八丈島の特産種と考えられていたが、2004年現在では、三宅島・三重・和歌山・兵庫・大分・宮崎・鹿児島（奄美大島・屋久島・徳之島)・大分および沖縄の各県からも記録がある。
2015年4月末日の時点では日本特産種であるとされ、日本以外の国からは発見例がない。
なお、タイプ標本は1953年7月30日に採集されたもので、液浸標本とされてエジンバラ植物園に保管されている。

## 属内における位置づけと類似種
原記載では Sect. Calodontesに置かれ、類似種としてMycena purpureofusca (Peck) Sacc. が挙げられているが、後者とは「胞子がより大型であり、さらにシスチジアが指状突起をしばしば有して不規則形をなす」点において異なるとされている。また、M. purpureofuscaは、その原記載によれば「針葉樹（トウヒ属）の枯れ木に発生する」と記述されている。
ロルフ・シンガーにより構築された分類体系においては、Sect. Mycena クヌギタケ節に所属させるのが妥当であると考えられているが、シンガー自身は、シイノトモシビタケそのものについては言及していない。
本種と同様に八丈島に普通に産し、強い発光性を持つきのことしてヤコウタケが挙げられるが、後者はかさが灰白色ないしほぼ白色を呈するとともに著しい粘性を有することや、柄の基部が吸盤状をなすことなどにおいて異なっているまた、ヤコウタケは、カナリーヤシやビロウあるいはタケ類によく発生するほか、父島では、枯死したツルアダンの体上に生じた例もある。
ウスベニフチタケ（Mycena roseomagrianata Hongo）は、ひだの縁が着色する点で多少類似しているが、ひだの縁どりが淡紅色を呈し、子実体は発光性を欠くことや、ヒノキの腐植上に発生することなどにおいて異なっている。また、フチドリクヌギタケ（Mycena neoavenacea Hongo）では、ひだの縁はニッケイ色を呈し、さらに側シスチジアを有すること・スギやヒノキなどの針葉樹の落ち葉あるいは枯れ枝上に生えること・発光性を持たないことなどで区別できる。

## 和名・学名・方言名
和名は大谷吉雄の提唱による。今関六也は、「ハチジョウヤコウタケ」の名を提案している。
学名の属名はギリシア語起源の「菌」に由来し、種小名はラテン語で「天の光」を意味する。
八丈島においては、新種記載がなされる以前から「鳩の火」の通称で呼ばれていたという。